# Arbolito (Paysandú)
Arbolito, conocido también como Totoral o Montevideo Chico, es una localidad uruguaya del departamento de Paysandú, y forma parte del municipio de Tambores.

## Ubicación
La localidad se encuentra situada en la zona sureste del departamento de Paysandú, sobre la cuchilla de Haedo, al este del arroyo Guayabos (afluente del Salsipuedes Grande), y 2 km al este de la estación de trenes Totoral de AFE, y sobre el camino de la cuchilla de Haedo que une la ruta 25 con Piedra Sola. Dista 195 km de la ciudad de Paysandú.

## Población
Según el censo de 2011 la localidad contaba con una población de 115 habitantes.
| --            | 144 | 115 |
| (Fuente: INE) |     |     |